# Muskelatrofi

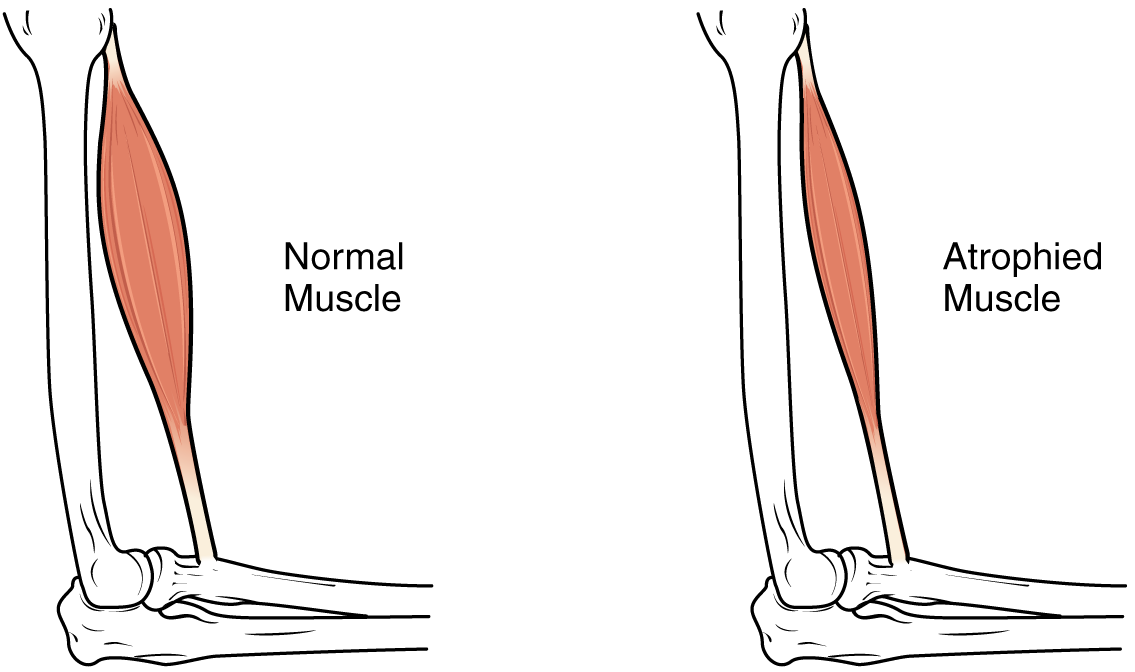

Muskelatrofi innebär att musklernas vävnad minskar eller förtvinas helt. Det finns två huvudtyper av muskelatrofi. Inaktivitetsatrofi orsakas av brist på fysisk aktivitet då musklerna inte ofta används eller har begränsad rörelse. Den andra, allvarligare, typen av muskelatrofi är neurogen atrofi. Den orsakas då en sjukdom eller skada påverkar nerven som fäster till musklen och kan uppstå väldigt plötsligt.
Beroende på orsak kan muskelatrofi uppstå i en muskel, en grupp av muskler eller i hela kroppen, och kan medfölja domningar, smärta och svullnad och andra neuromuskulära symptom och hudsymptom.

## Orsaker
Vanliga orsaker till inaktivitetsatrofi är lite eller ingen fysisk rörelse eller en stillasittande livsstil. Men även sjukdomar, som reumatoid artrit (RA) och artros, och skador, som benskador och brännskador, som påverkar en individs rörelseförmåga kan vara orsaker till inaktivitetsatrofi. Åldrande kan även leda till en långsam men progressiv muskelatrofi.
Neurogen atrofi orsakas av skadade nerver. Neuromuskulära sjukdomar som spinal muskelatrofi (SMA), multipel skleros (MS), amyotrofisk lateralskleros (ALS) och Guillain-Barrés syndrom (GBS) är vanliga orsaker till neurogen muskelatrofi. Diabetisk neuropati, en nervskada associerad med diabetes, kan även bidra till muskelatrofi.

## Symtom
Den första symptomen som uppstår vid muskelatrofi är att musklerna blir svaga och slappa. Detta upptäcks oftast då musklerna inte sitter där de brukar eller att det är svårare att utöva vardagliga rörelser som annars är relativt enkla.
Vid neurogen atrofi kan en patient se en krokig hållning vid den skadade muskeln. Denna hållning tenderar att bli mer tydlig med tiden då skadan försämras.
Båda formerna av muskelatrofi kan ge symptom som ständig ryggsmärta och svårigheter att gå. Även symptom som begränsad nackrörelse (nackspärr) och stel ryggrad utvecklas då patientens tillstånd förvärras.
I extrema fall kan patienter utveckla hjärtsvikt på grund av muskelatrofi. När musklerna blir svaga blir det svårare för hjärtat att pumpa lika effektivt och kommer till sluta att svikta.

## Behandling
Beroende på vilken typ av muskelatrofi varierar behandlingen betydligt. I de flesta fall av inaktivitetsatrofi hjälper träning och motion patienterna att förbättra sina muskler, men vid neurogen atrofi behövs en eller flera behandlingsmetoder. Ibland ordineras mediciner och ibland krävs kirurgiska ingrepp. Dessa mediciner innehåller oftast antiinflammatoriska medel som kortikosteroider för att minska eventuell inflammation och avbelasta de påverkade nerverna. Men vid exempelvis diskbråck är kirurgiska ingrepp mer lämpligt. Vid neurogen muskelatrofi kan även manipulering av muskler och skelett behövas för att avbelasta nerver vid ryggraden.

### Fotnoter
1. 1 2  MDhealth, "Muscle Atrophy", http://www.md-health.com/Muscle-Atrophy.html, 2014, hämtad 2014-05-29
2. ↑  Better Medicine, "Muscle Atrophy", http://www.localhealth.com/article/muscle-atrophy Arkiverad 10 maj 2014 hämtat från the Wayback Machine., 2013, hämtad 2014-05-29
3. ↑  Ibid
4. ↑  Cranston, George, "Muscle Atrophy Symptoms, Causes and Treatments", http://www.healthguidance.org/entry/14727/1/Muscle-Atrophy-Symptoms-Causes-and-Treatments.html Arkiverad 15 oktober 2014 hämtat från the Wayback Machine., hämtad 2014-05-30